# Więzienie na Łukiszkach

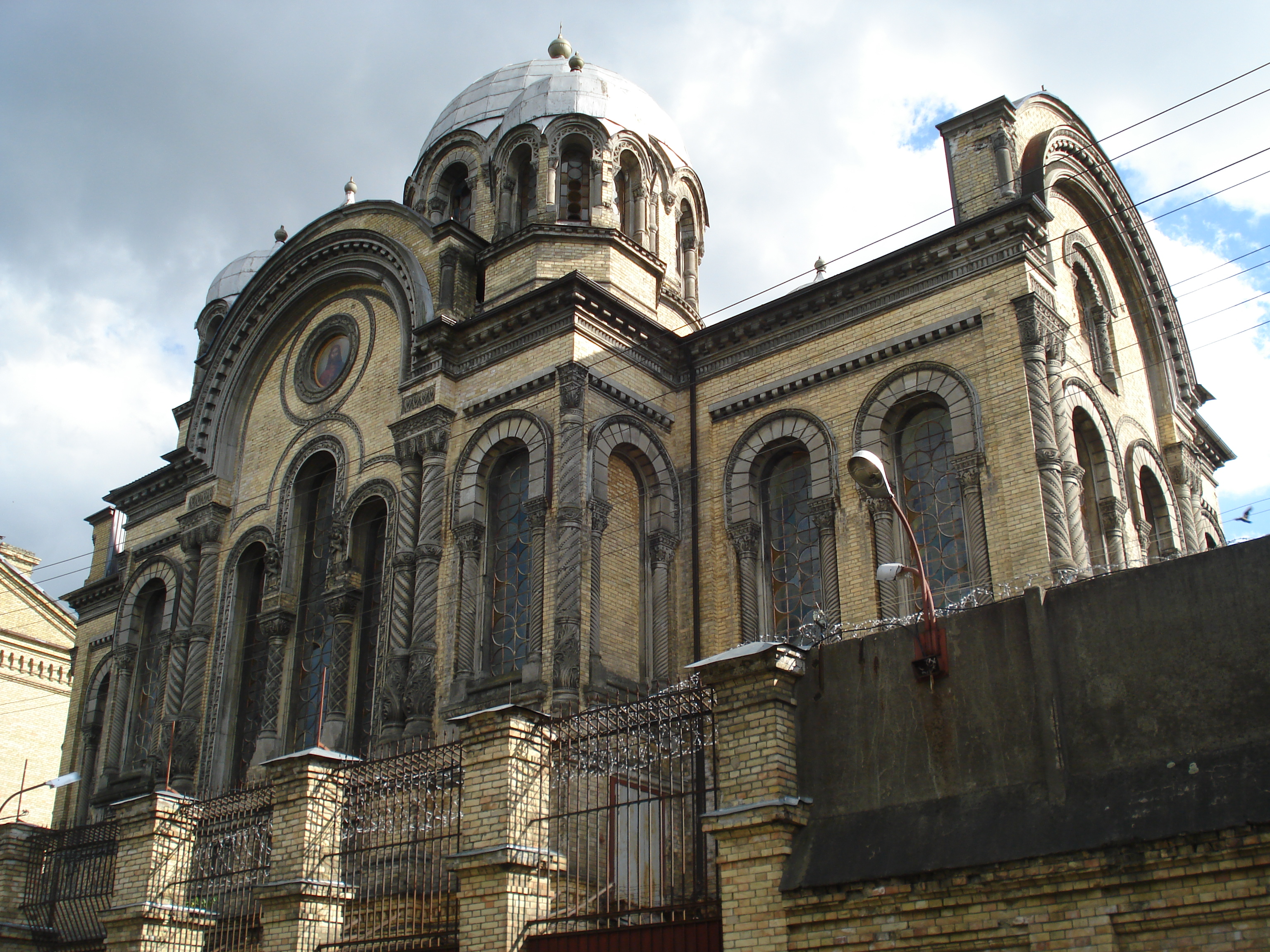
Prawosławna cerkiew św. Mikołaja Cudotwórcy, część kompleksu więziennego

Więzienie na Łukiszkach (lit. Lukiškių tardymo izoliatorius kalėjimas; ros. Лукишкская тюрьма, Łukiszkskaja tiurma) – najstarsze więzienie  na Litwie, położone w śródmieściu Wilna, 300 m od zabudowań Sejmu, blisko pl. Łukiskiego, w zaułku Łukiskim 6 (Lukiškių skersgatvis); nazwy ul. we wcześniejszym okresie to Московская, Moskiewska, Więzienna, Kalėjimo. Jedno z najbardziej okrutnych miejsc odosobnienia Polaków w rosyjskim i radzieckim systemie represji, obok Łubianki i Lefortowa w Moskwie, Kriestów w ówczesnym Piotrogrodzie czy Brygidek we Lwowie.

## Historia
Pierwszy obiekt więzienia wybudowano po 1837, zmodernizowano w latach 1867–1890. Rosnące szybko potrzeby zmusiły władze carskie do wybudowania w tym miejscu w latach 1901–1904 całego kompleksu obiektów łącznie na 700 osadzonych według proj. G.A. Trambickiego, wzorowanego na wybudowanym w 1884 więzieniu Kresty (Кресты) w Petersburgu. W owym czasie to było jeden z najbardziej nowoczesnych tego typu obiektów – z własną studnią artezyjską, siecią wodociągową i kanalizacyjną, centralnym ogrzewaniem i systemem wentylacyjnym. Był wyposażony w kuchnię, piekarnię, łaźnię, pralnię, dom mieszkalny dla funkcjonariuszy. W budynku więziennym na trzech górnych piętrach (2,3,4) mieścił się też kościół katolicki, zaprojektowany w stylu romańskim. Zlokalizowany na 3 piętrze ołtarz wykonano z marmuru według proj. płk. inż. K.P. Kelczewskiego. Pomyślano również o zlokalizowaniu synagogi. W 1905 dobudowano z żółtego kamienia cerkiew prawosławną św. Mikołaja Cudotwórcy (Šv. Mikalojus Stebukladarys/Св. Никола Чудотворец). Całkowity koszt inwestycji zamknął się w kwocie 969 tys. rubli.
Miejsce kaźni przedstawicieli wielu narodów – Białorusinów, Litwinów, Żydów, a także tysięcy Polaków, uczestników powstań i żołnierzy AK, w którym przetrzymywano więźniów politycznych za czasów carskich, hitlerowskich (Gestapo), litewskich (Sauguma) i sowieckich (NKWD i KGB). Niejednokrotnie przebywało w nim od 2 tys. do 16 tys. osób jednocześnie.
W czerwcu 1941, pod koniec tzw. pierwszej okupacji sowieckiej, NKWD wymordowała dużą grupę więźniów. W trakcie późniejszej okupacji niemieckiej do więzienia przywożono Żydów z wileńskiego getta oraz polskich więźniów politycznych, których rozstrzeliwano w Ponarach (Paneriai).
Od 3 marca 1942 r. w więzieniu przebywali aresztowani profesorowie Wileńskiego Seminarium Duchownego i Wydziału Teologicznego Uniwersytetu Stefana Batorego, wileńscy księża (łącznie 29-ciu kapłanów) oraz 81 kleryków. Klerycy narodowości litewskiej zostali po trzech dniach zwolnieni, pozostałych 5 maja 1942 r. wywieziono na roboty przymusowe do Niemiec. Księży profesorów 18 marca 1942 r. wywieziono do Wyłkowyszek, gdzie byli internowani w litewskim Seminarium Duchownym. Kapłani spoza Seminarium zostali w większości zwolnieni 29 marca 1942 r.
26 marca 1942 r. uwięziono około 60 wileńskich zakonników i około 230 sióstr zakonnych. Po jakimś czasie część uwięzionych zwolniono, a innych wywieziono do obozów na Litwie bądź rozesłano w głąb Litwy.
Więzienie zostało oficjalnie zamknięte 2 lipca 2019 i przekształcone w muzeum i centrum kulturowe. W ostatnim okresie przed zamknięciem pełniło rolę aresztu i więzienia – przebywało w nim około 1100 osób, w tym po wyroku około 200 osadzonych. Zatrudniało około 250 funkcjonariuszy.

## Upamiętnienie
Martyrologia Polaków więzionych i mordowanych w więzieniu Łukiszki w czasach carskich, sowieckich i okupacji niemieckiej została po 1990 upamiętniona na Grobie Nieznanego Żołnierza w Warszawie napisem na jednej z tablic,  „ŁUKISZKI 1861 – 1864, 1940 – 1945”.

## Przebywali na Łukiszkach
- Menachem Begin, premier Izraela w latach 1977–1983
- Mykolas Biržiška, polityk litewski
- Mykolas Burokevičius, I sekretarz KC KPL–KPZR
- Bertrand Cantat, piosenkarz francuski
- Feliks Dzierżyński, twórca i szef Czeka, GPU i OGPU
- Maksim Harecki, białoruski działacz polityczny, pisarz
- Franciszek Olechnowicz, białoruski pisarz, działacz kulturalny i narodowy
- Kazimierz Pietkiewicz, socjalista polski
- Julia Rodzińska, polska siostra zakonna, dominikanka, błogosławiona Kościoła katolickiego
- Maria  Rzeuska, nauczycielka, publicystka, członkini konspiracji
- Barbara Skarga, humanistka, filozof, etyk, historyk filozofii, siostra Hanny Skarżanki
- Zbigniew Skłodowski, przywódca Szarych Szeregów na Litwie
- Leopold Tyrmand, polski pisarz i publicysta, popularyzator jazzu w Polsce
- Witold Węsławski, polski lekarz, działacz społeczny, oświatowy i narodowy, radny Wilna
- Jakub Wygodzki, polsko-litewski polityk żydowskiego pochodzenia
- Jonas Vileišis, litewski wydawca i dyplomata
- Tomasz Zan, poeta

## Warte odnotowania
- W akcji odbicia z więzienia na Łukiszkach Eugeniusza Chylińskiego w 1942 wzięła udział Hanna Skarżanka, ówcześnie żołnierz Kedywu Okręgu Wileńskiego AK.

## Więzienie wizytowali
- Valdas Adamkus, prezydent Litwy
- Audrys Bačkis, kardynał
- Dalia Grybauskaitė, prezydent Litwy
- Sylwia (królowa Szwecji)